# Asado

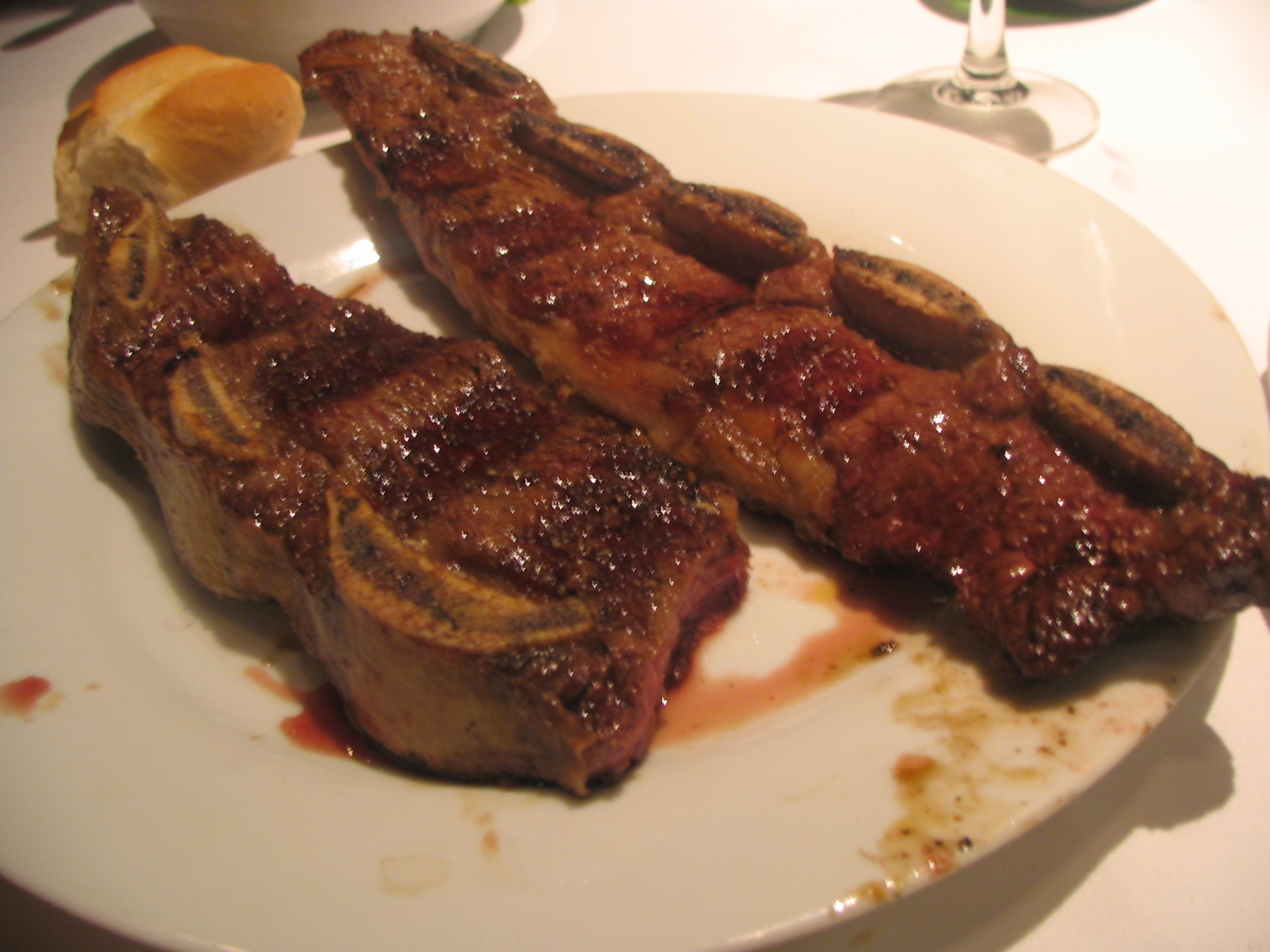
Exempel på asado (asado de tira, revben)

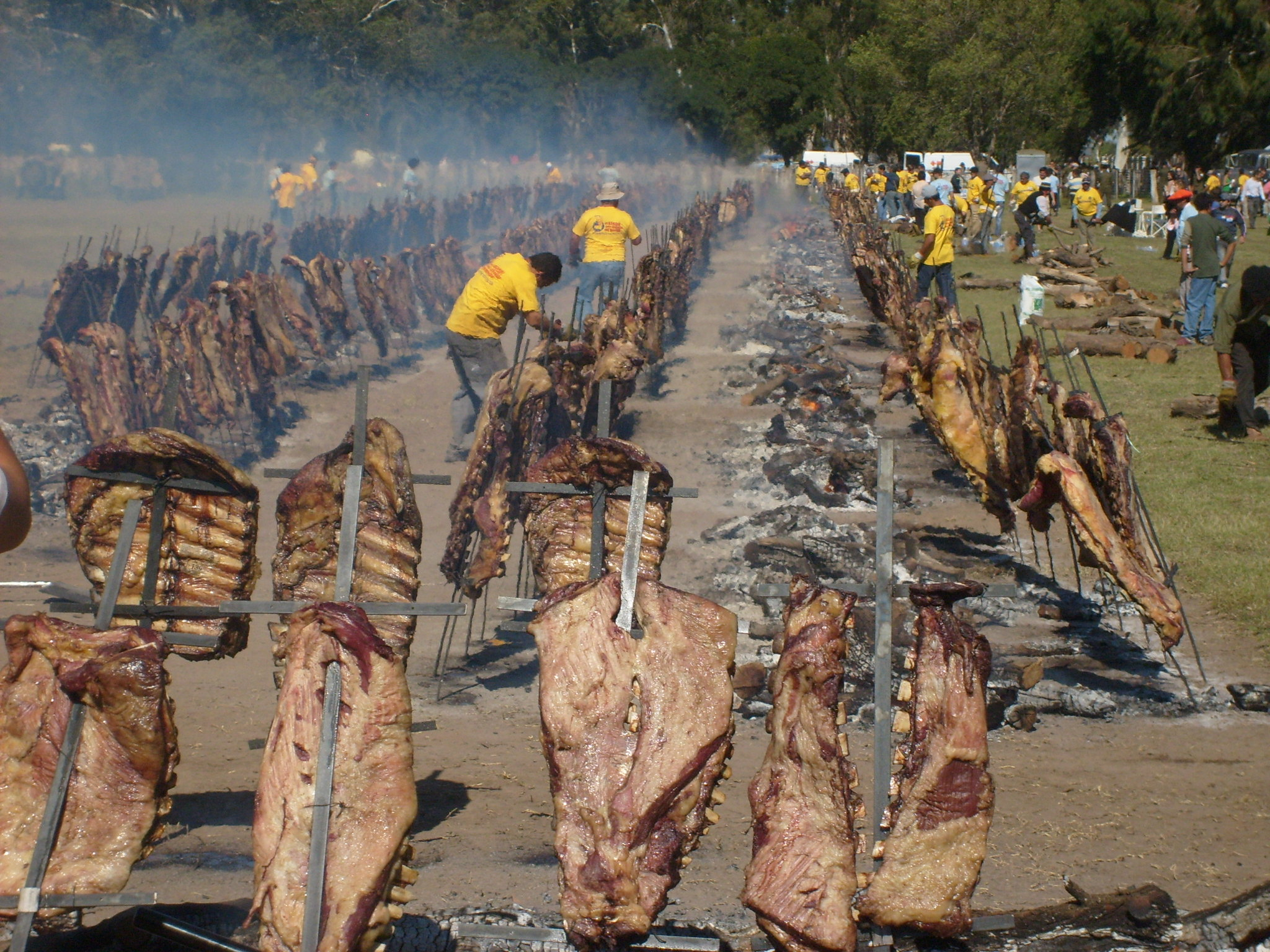
Stek beredd i Patagonien, Argentina

Asado är både en social tillställning och i det sydamerikanska köket en speciell teknik för att tillaga kött, oftast nötkött tillsammans med andra sorters kött som alla läggs på la parrilla (grillen) eller över en öppen eld. Asado är den traditionella rätten i det argentinska, uruguayanska, paraguayanska, chilenska och (det sydliga) brasilianska köket.
I en typisk asado har man olika köttprodukter som serveras av kocken, som kallas el asador eller el parrillero. Först serveras chorizos, morcillas (blodkorv), chinchulines (grillad tunntarm), mollejas (bräss) och andra organ som man oftast äter tillsammans med provoleta, en grillad ost. Ibland får man allt serverat på en koluppvärmd brasero. Sedan är det dags för costillas eller asado de tiras (revbensspjäll) och därpå vacío (flankstek), matambre (grönsaksfylld flanksteksrulle) och kanske kyckling och chivito (killing). Chivito betyder killing i Argentina men med samma namn avses i Uruguay smörgås med ost, skinka, bacon, stekt ägg, grönsallad, tomat, majonnäs, lök och framförallt en köttbit, lomo (oxfile). Rätter som uruguayansk Pamplona, griskött och patagoniskt lamm blir allt vanligare, särskilt i restauranger. Till en asado äter man bröd, en enkel blandsallad av till exempel grönsallad, tomat och lök eller verdurajo (grillade grönsaker) som är en blandning av potatis, majs, lök och aubergine som grillats och kryddats med olivolja och salt. Vanliga drycker är öl, vin, kolsyrat vatten och läsk och till efterrätt serveras ofta färsk frukt.
En asado kan tillagas antingen al asador eller a la parilla. I det första fallet gör man upp en eld på marken eller i en eldgrop och sätter upp asadores (metallkors) runt om som håller upp hela djuret ovanför elden. I det senare fallet gör man upp eld och låter sedan kolet få den rätta glöden innan man lägger på parrillan (grillgallret) med allt kött som ska tillagas.
En annan tradition som främst förekommer i det argentinska och chilenska Patagonien är att trä hela djuret (speciellt lamm och gris) på en träpåle som slås ner i jorden och där värmen från kolen får göra sitt. Detta kallas asado al palo.
Köttet till en asado ska inte marineras, den enda förberedelsen som krävs är att salta före och/eller under tiden som den tillagas. Värme och avstånd från kolen övervakas för en långsam tillagning som normalt tar två timmar för en lyckad asado. Fett från köttet ska helst inte droppa ner på kolen så att det osar och ger smak åt köttet. Därför tar man på en del asados bort kolen som ligger direkt under köttet.
Den färdiga asadon läggs på ett fat för att ätas direkt men det går också bra att lägga den på en brasero direkt på bordet så att köttet hålls varmt. Till detta serveras ofta chimichurri, en sås gjort på hackad persilja, torkad oregano, vitlök, peppar, lök, paprika och olivolja eller salsa criolla, en sås på tomat och lök i vinäger. Båda är vanliga tillbehör till en asado men traditionellt äter man det till inälvsmaten och inte till köttet.

## Rioplatensisk asado
En typisk rioplatensisk asado består av nötkött, fläsk, revbensspjäll, inälvsmat, bräss, korv, blodkorv, kyckling.
Argentina och Uruguay har också andra alternativ som asado al disco och asado al horno de barro, främst ute på landsbygden. Receptet ändras inte, bara hur man väljer att tillaga köttet och inälvsmaten. I en asado al disco använder man ett utslitet plogblad som grillbädd. Eftersom det är i metall och konkav till formen kan man svetsa fast tre eller fyra ben på det och med kol eller träbitar under blir det lätt omgjort till en mycket effektiv grill. Kött och inälvsmat läggs i spiral så att fettet rinner in mot mitten så att inte köttet steks. Chili och lök placeras vanligtvis längs kanten för att ge smak åt köttet i takt med att juicen långsamt rinner ut. En asado al horno de barro skiljer sig från en traditionell asado eftersom man här istället använder en horno (ugn av soltorkat tegel). Dessa primitiva ugnar är en vanlig syn på argentinska rancher där de i huvudsak används till att baka bröd, men de passar också mycket bra till kött. Den passar till tillagning av spädgris och lamm eftersom det är köttsorter som inte så lätt blir torra. Även om den rent tekniskt inte är en grill, är det traditionellt en speciell matlagningsteknik som kräver stor skicklighet från sin asador och att både familj och vänner samlas, vilket är själva essensen av en asado. Den rökiga smaken och mörheten gör denna rätt till något högst uppskattat.

## Andra varianter
I Chile äter man sin asado med pebre, ett lokalt tillbehör gjort på mosade örter, vitlök och chilipeppar och som på många sätt påminner om chimichurri.
Men det ska dock inte förväxlas med den asado som finns i Filippinerna och som tillagas som en tomatbaserad gryta som vanligtvis serveras med potatis, morötter och andra grönsaker. Trogen sina kulturella rötter i öst-möter-väst, använder man i Filippinerna sin asado som fyllning i siopao, den filippinska versionen av baozi. Det finns också en kinesisk asado i Filippinerna som består av torkade frukter eller torkade röda köttbitar med sötaktig smak.
I Brasilien kallar man sin asado för churrasco, och även om tillagningssättet nästan är detsamma kryddas den här istället med brasilianska kryddor. Brasilianarna föredrar grillkol istället för träkol och tillagar helst köttet på grillspett. I vissa områden kryddar man köttet med salt och lite socker.
I Mexiko finns det en liknande tradition som kallas parrilladas där man marinerar olika sorters kött som biff, kyckling och korvar som longaniza, chorizo, och den väldigt populära moronga. Allt grillas över träkol. Även grönsakerna grillas, speciellt cebollitas (salladslök), nopales (kaktus) och elote (majskolvar).